# 1994-es labdarúgó-világbajnokság-selejtező (AFC)
Az 1994-es labdarúgó-világbajnokság selejtezőjének AFC-zónájában összesen 29 nemzet versenyzett a 2 világbajnoki helyért. Mianmar és Nepál visszalépett a selejtezők előtt. Végül 28 csapat vett részt a selejtezőkben. 

## Lebonyolítás
- Első forduló: a 28 csapatot hat csoportba sorsolták, ahol körmérkőzéses rendszerben oda-visszavágós alapon döntötték el a továbbjutó helyek sorsát. A csoportok győztesei továbbjutottak a második fordulóba.
- Második forduló: a 6 továbbjutó csapat egy csoportba került, ahol minden csapat megmérkőzött egymás ellen. Az összes mérkőzést Katarban rendezték. A csoportgyőztesek és a második helyezettek kijutottak az 1994-es világbajnokságra.

## Első forduló

### A csoport
| Hely. | Csapat    | M | Gy | D | V | G+ | G– | Gk  | P  | Továbbjutás                  |
| ----- | --------- | - | -- | - | - | -- | -- | --- | -- | ---------------------------- |
| 1.    | Irak      | 8 | 6  | 1 | 1 | 28 | 4  | +24 | 13 | Bejutott a második fordulóba |
| 2.    | Kína      | 8 | 6  | 0 | 2 | 18 | 4  | +14 | 12 |                              |
| 3.    | Jemen     | 8 | 3  | 2 | 3 | 12 | 13 | −1  | 8  |                              |
| 4.    | Jordánia  | 8 | 2  | 3 | 3 | 12 | 15 | −3  | 7  |                              |
| 5.    | Pakisztán | 8 | 0  | 0 | 8 | 2  | 36 | −34 | 0  |                              |

Irak jutott be a második fordulóba.

### B csoport
| Hely. | Csapat  | M | Gy | D | V | G+ | G– | Gk  | P | Továbbjutás                  |
| ----- | ------- | - | -- | - | - | -- | -- | --- | - | ---------------------------- |
| 1.    | Irán    | 6 | 3  | 3 | 0 | 15 | 2  | +13 | 9 | Bejutott a második fordulóba |
| 2.    | Szíria  | 6 | 3  | 3 | 0 | 14 | 4  | +10 | 9 |                              |
| 3.    | Omán    | 6 | 2  | 2 | 2 | 10 | 5  | +5  | 6 |                              |
| 4.    | Tajvan  | 6 | 0  | 0 | 6 | 3  | 31 | −28 | 0 |                              |
| 5.    | Mianmar | 0 | 0  | 0 | 0 |    |    | —   | 0 | Visszalépett                 |

Irán jutott be a második fordulóba.

### C csoport
| Hely. | Csapat      | M | Gy | D | V | G+ | G– | Gk  | P  | Továbbjutás                  |
| ----- | ----------- | - | -- | - | - | -- | -- | --- | -- | ---------------------------- |
| 1.    | Észak-Korea | 8 | 7  | 1 | 0 | 19 | 6  | +13 | 15 | Bejutott a második fordulóba |
| 2.    | Katar       | 8 | 5  | 1 | 2 | 22 | 8  | +14 | 11 |                              |
| 3.    | Szingapúr   | 8 | 5  | 0 | 3 | 12 | 12 | 0   | 10 |                              |
| 4.    | Indonézia   | 8 | 1  | 0 | 7 | 6  | 19 | −13 | 2  |                              |
| 5.    | Vietnám     | 8 | 1  | 0 | 7 | 4  | 18 | −14 | 2  |                              |

Észak-Korea jutott be a második fordulóba.

### D csoport
| Hely. | Csapat    | M | Gy | D | V | G+ | G– | Gk  | P  | Továbbjutás                  |
| ----- | --------- | - | -- | - | - | -- | -- | --- | -- | ---------------------------- |
| 1.    | Dél-Korea | 8 | 7  | 1 | 0 | 23 | 1  | +22 | 15 | Bejutott a második fordulóba |
| 2.    | Bahrein   | 8 | 3  | 3 | 2 | 9  | 6  | +3  | 9  |                              |
| 3.    | Libanon   | 8 | 2  | 4 | 2 | 8  | 9  | −1  | 8  |                              |
| 4.    | Hongkong  | 8 | 2  | 1 | 5 | 9  | 19 | −10 | 5  |                              |
| 5.    | India     | 8 | 1  | 1 | 6 | 8  | 22 | −14 | 3  |                              |

Dél-Korea jutott be a második fordulóba.

### E csoport
| Hely. | Csapat       | M | Gy | D | V | G+ | G– | Gk  | P  | Továbbjutás                  |
| ----- | ------------ | - | -- | - | - | -- | -- | --- | -- | ---------------------------- |
| 1.    | Szaúd-Arábia | 6 | 4  | 2 | 0 | 20 | 1  | +19 | 10 | Bejutott a második fordulóba |
| 2.    | Kuvait       | 6 | 3  | 2 | 1 | 21 | 4  | +17 | 8  |                              |
| 3.    | Malajzia     | 6 | 2  | 2 | 2 | 16 | 7  | +9  | 6  |                              |
| 4.    | Makaó        | 6 | 0  | 0 | 6 | 1  | 46 | −45 | 0  |                              |

Szaúd-Arábia jutott be a második fordulóba.

### F csoport
| Hely. | Csapat                  | M | Gy | D | V | G+ | G– | Gk  | P  | Továbbjutás                  |
| ----- | ----------------------- | - | -- | - | - | -- | -- | --- | -- | ---------------------------- |
| 1.    | Japán                   | 8 | 7  | 1 | 0 | 28 | 2  | +26 | 15 | Bejutott a második fordulóba |
| 2.    | Egyesült Arab Emírségek | 8 | 6  | 1 | 1 | 19 | 4  | +15 | 13 |                              |
| 3.    | Thaiföld                | 8 | 4  | 0 | 4 | 13 | 7  | +6  | 8  |                              |
| 4.    | Banglades               | 8 | 2  | 0 | 6 | 7  | 28 | −21 | 4  |                              |
| 5.    | Srí Lanka               | 8 | 0  | 0 | 8 | 0  | 26 | −26 | 0  |                              |

Japán jutott be a második fordulóba.

## Második forduló
| Hely. | Csapat       | M | Gy | D | V | G+ | G– | Gk  | P  | Továbbjutás                          |
| ----- | ------------ | - | -- | - | - | -- | -- | --- | -- | ------------------------------------ |
| 1.    | Szaúd-Arábia | 6 | 4  | 2 | 0 | 20 | 1  | +19 | 10 | Kijutott az 1994-es világbajnokságra |
| 2.    | Dél-Korea    | 8 | 7  | 1 | 0 | 23 | 1  | +22 | 15 | Kijutott az 1994-es világbajnokságra |
| 3.    | Japán        | 8 | 7  | 1 | 0 | 28 | 2  | +26 | 15 |                                      |
| 4.    | Irak         | 8 | 6  | 1 | 1 | 28 | 4  | +24 | 13 |                                      |
| 5.    | Irán         | 6 | 3  | 3 | 0 | 15 | 2  | +13 | 9  |                                      |
| 6.    | Észak-Korea  | 8 | 7  | 1 | 0 | 19 | 6  | +13 | 15 |                                      |

| 1993. október 15. |

| Észak-Korea                                      | 3–2         | Irak         |
| ------------------------------------------------ | ----------- | ------------ |
| Kim Gvangmin 63' Kim Gjongil 76' Cshö Vunnam 80' | Jegyzőkönyv | Kádím 8' 46' |

| Halífa Nemzetközi Stadion, Doha Nézőszám: 20 000 Játékvezető: Jaap Uilenberg (holland) |

| 1993. október 15. |

| Szaúd-Arábia | 0–0         | Japán |
| ------------ | ----------- | ----- |
|              | Jegyzőkönyv |       |

| Halífa Nemzetközi Stadion, Doha Nézőszám: 20 000 Játékvezető: Serge Muhmenthaler (svájci) |

| 1993. október 16. |

| Irán | 0–3         | Dél-Korea                                      |
| ---- | ----------- | ---------------------------------------------- |
|      | Jegyzőkönyv | Pak Csongbe 18' Ha Szokcsu 79' Ko Dzsongun 81' |

| Halífa Nemzetközi Stadion, Doha Nézőszám: 10 000 Játékvezető: Aron Schmidhuber (német) |

| 1993. október 18. |

| Észak-Korea      | 1–2         | Szaúd-Arábia                    |
| ---------------- | ----------- | ------------------------------- |
| Rju Szongjun 68' | Jegyzőkönyv | al-Mehállel 56' al-Muvallid 73' |

| Halífa Nemzetközi Stadion, Doha Nézőszám: 15 000 Játékvezető: Ion Crăciunescu (román) |

| 1993. október 18. |

| Japán        | 1–2         | Irán                      |
| ------------ | ----------- | ------------------------- |
| Nakajama 88' | Jegyzőkönyv | Hasszanzádeh 45' Dáji 85' |

| Halífa Nemzetközi Stadion, Doha Nézőszám: 10 000 Játékvezető: Fabio Baldas (olasz) |

| 1993. október 19. |

| Irak                    | 2–2         | Dél-Korea                                   |
| ----------------------- | ----------- | ------------------------------------------- |
| Huszein 32' Dzsafar 86' | Jegyzőkönyv | Kim Phangun 40' Hong Mjongbo 67' (11-esből) |

| Halífa Nemzetközi Stadion, Doha Nézőszám: 20 000 Játékvezető: Joël Quiniou (francia) |

| 1993. október 21. |

| Észak-Korea | 0–3         | Japán                      |
| ----------- | ----------- | -------------------------- |
|             | Jegyzőkönyv | Miura 28' 69' Nakajama 51' |

| Halífa Nemzetközi Stadion, Doha Nézőszám: 3000 Játékvezető: Serge Muhmenthaler (svájci) |

| 1993. október 22. |

| Irak               | 2–1         | Irán     |
| ------------------ | ----------- | -------- |
| Rádi 20' Kádím 38' | Jegyzőkönyv | Dáji 21' |

| Halífa Nemzetközi Stadion, Doha Nézőszám: 30 000 Játékvezető: Ion Crăciunescu (román) |

| 1993. október 22. |

| Dél-Korea      | 1–1         | Szaúd-Arábia |
| -------------- | ----------- | ------------ |
| Sin Honggi 63' | Jegyzőkönyv | Madani 90'   |

| Halífa Nemzetközi Stadion, Doha Nézőszám: 35 000 Játékvezető: Jaap Uilenberg (holland) |

| 1993. október 24. |

| Irak    | 1–1         | Szaúd-Arábia   |
| ------- | ----------- | -------------- |
| Rádi 1' | Jegyzőkönyv | al-Ovajran 36' |

| Halífa Nemzetközi Stadion, Doha Nézőszám: 20 000 Játékvezető: Joël Quiniou (francia) |

| 1993. október 25. |

| Japán     | 1–0         | Dél-Korea |
| --------- | ----------- | --------- |
| Miura 61' | Jegyzőkönyv |           |

| Halífa Nemzetközi Stadion, Doha Nézőszám: 15 000 Játékvezető: Aron Schmidhuber (német) |

| 1993. október 25. |

| Irán         | 2–1         | Észak-Korea     |
| ------------ | ----------- | --------------- |
| Dáji 49' 66' | Jegyzőkönyv | Cshö Vunnam 22' |

| Halífa Nemzetközi Stadion, Doha Nézőszám: 5000 Játékvezető: Fabio Baldas (olasz) |

| 1993. október 28. |

| Dél-Korea                                         | 3–0         | Észak-Korea |
| ------------------------------------------------- | ----------- | ----------- |
| Ko Dzsongun 49' Hvang Szonhong 53' Ha Szokcsu 75' | Jegyzőkönyv |             |

| Halífa Nemzetközi Stadion, Doha Nézőszám: 4000 Játékvezető: Ion Crăciunescu (román) |

| 1993. október 28. |

| Szaúd-Arábia                                          | 4–3         | Irán                           |
| ----------------------------------------------------- | ----------- | ------------------------------ |
| Al-Jaber 21' al-Mehállel 27' Al-Músza 47' Falatah 64' | Jegyzőkönyv | Fonunizádeh 43' 52' Manáfi 90' |

| Halífa Nemzetközi Stadion, Doha Nézőszám: 40 000 Játékvezető: Jaap Uilenberg (holland) |

| 1993. október 28. |

| Irak               | 2–2         | Japán                 |
| ------------------ | ----------- | --------------------- |
| Rádi 54' Omran 90' | Jegyzőkönyv | Miura 5' Nakajama 69' |

| Halífa Nemzetközi Stadion, Doha Nézőszám: 15 000 Játékvezető: Serge Muhmenthaler (svájci) |

## Kijutott csapatok
Az alábbi két csapat jutott ki az AFC-zónából az 1994-es labdarúgó-világbajnokságra.
| Csapat       | Kijutás                     | Kijutás dátuma    | Korábbi szereplés a világbajnokságon |
| ------------ | --------------------------- | ----------------- | ------------------------------------ |
| Szaúd-Arábia | A 2. forduló győztese       | 1993. október 28. | 0 (debütálás)                        |
| Dél-Korea    | A 2. forduló 2. helyezettje | 1993. október 28. | 3 (1954, 1986, 1990)                 |